# ميخائيل فولي (لاعب اتحاد الرغبي)
ميخائيل فولي (بالإنجليزية: Michael Foley)‏ هو لاعب اتحاد الرغبي أسترالي، ولد في 7 يونيو 1967 في سيدني في أستراليا.

## وصلات خارجية
- ميخائيل فولي عل موقع إسبنسكروم (الإنجليزية)